# Bombyliomyia purpurea
Bombyliomyia purpurea là một loài ruồi trong họ Tachinidae.